# Google Talk
Google Talk var ett direktmeddelandeprogram utvecklat av Google. Protokollet som användes baserade sig på det öppna protokollet Jabber men med extra funktioner tillagda, som till exempel röstkonversation. Programmet fanns endast till Microsoft Windows men andra operativsystem kunde ansluta till nätverket med klienter som stödde Jabber-protokollet.
Det konto man använde var även ett Gmail-konto och textbaserade Talk-meddelanden kunde sändas och tas emot inne i Gmail. Möjligheten fanns även att spara konversationer permanent och sökbart inne i Gmail, dessa sparades då oavsett om man använde det officiella programmet, något tredjepartsprogram eller pratade inne i webbmailen. Ljud sparades dock inte.
Google Talks ersättare Hangouts, presenterades i maj 2013, men dessa samexisterade till 26 juni 2017, då Google Talk helt stängdes ner.